# Cordada pirotécnica

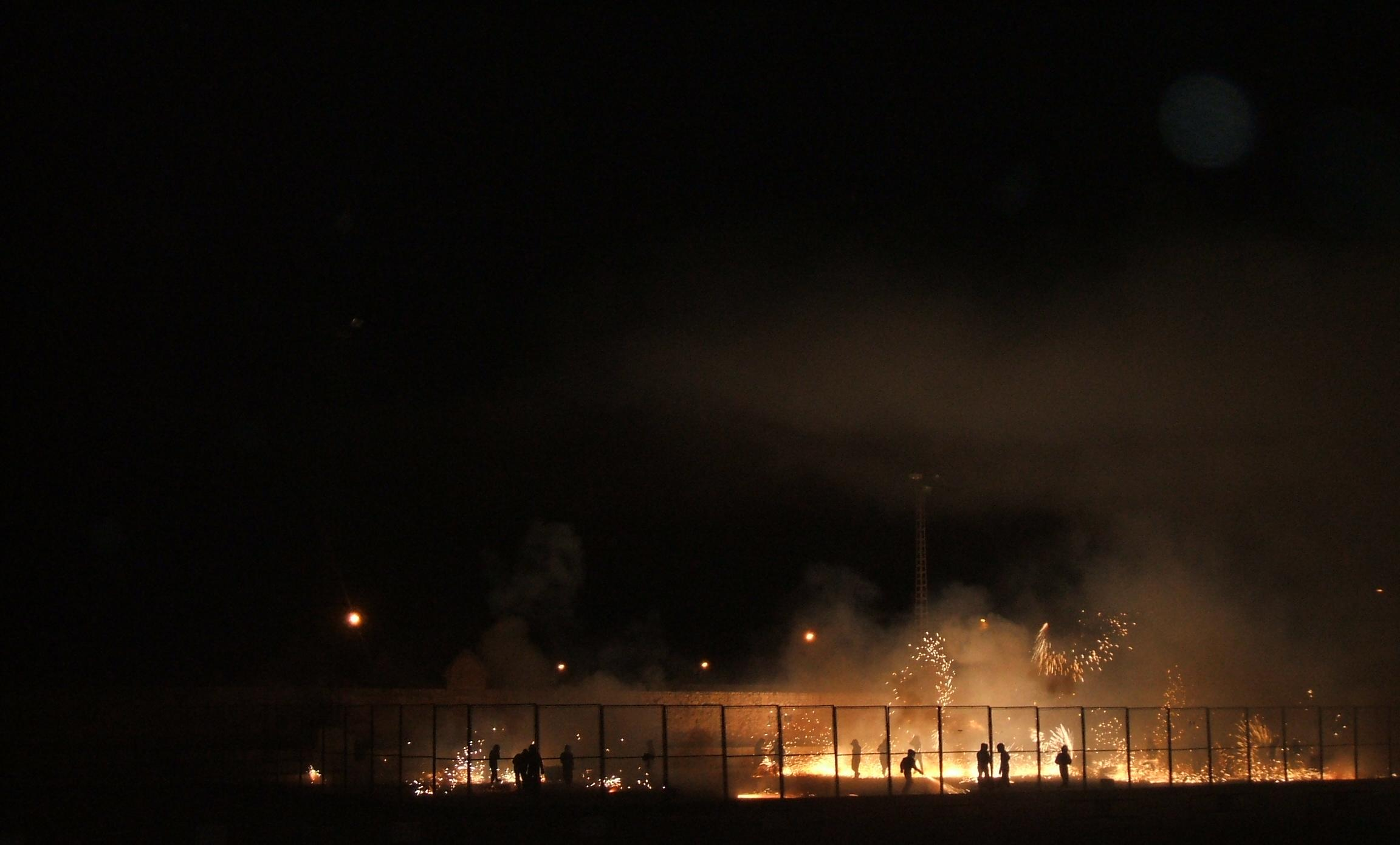
Recinto que limita el alcance de la cordada, permitiendo al público asistente, el disfrute de la fiesta.

Una cordada (en valenciano: cordà) es una manifestación pirotécnica, generalmente nocturna, en la que se disponen cohetes de tipo carretilla (también denominados cohetes borrachos) a lo largo de una calle, colgando de una cuerda. Los participantes (conocidos también como tiradoreso coeters) , adecuadamente protegidos, los van soltando y encendiendo a medida que el fuego avanza por la calle.
Este tipo de manifestación se suele celebrar en la Comunidad Valenciana (España) la víspera de la fiesta mayor de los pueblos. Tienen especial renombre la cordà de Paterna, que se lanza a final de agosto, la cordà de las Fiestas Patronales de Bétera y la Noche de la Alborada de Elche, que se celebra para la Virgen de Agosto.

## Cordada de Bétera[4]
En Bétera, la cordada se produce en la calle del ayuntamiento. Se prende la mecha en el ayuntamiento y esta recorre toda la calle paralela a la calle del ayuntamiento hasta el final, en donde comienza la cordada en sí misma. La cordada recorre toda calle del ayuntamiento hasta casi la misma puerta del ayuntamiento.
Una hora después de la cordada, empieza la «coheta», otra manifestación pirotécnica pero por todo el pueblo, donde les colles de la gent de Bétera y los mismos mayorales van tirando cohetes por toda la ciudad. La gente se suele juntar en las puertas de las cuatro obreras de Bétera, para dedicarles los cohetes a modo de ofrenda.

## Cordada de Paterna
(Véase Cordà de Paterna) En Paterna, la cordada se lleva a cabo a lo largo de la calle Mayor del municipio la madrugada siguiente al último domingo de agosto. La calle, de unos 120 metros de largo por 8 de ancho, se llena de cajones con los cohetes que se van a utilizar, quedándose en manos de los tiradores y tiradoras especializados. Dirigidos por el Coeter Major, queman más de 70.000 cohetes a un ritmo aproximado de unos 2.000 por minuto pudiendo llegar a durar más de 25 minutos. Declarada Fiesta de Interés Turístico Nacional en 2017.